# Valentin Pavlov

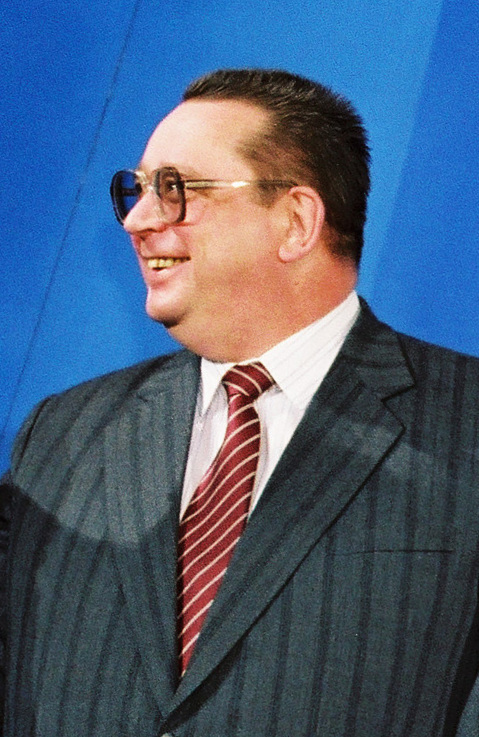
Pavlov, 1991.

Valentin Sergejevitj Pavlov (ryska: Валентин Сергеевич Павлов), född 27 september 1937 i Moskva, död 30 mars 2003 i Moskva, var en sovjetisk politiker, under perioden 14 januari - 22 augusti 1991 Sovjetunionens premiärminister.
Pavlov började sin politiska karriär på finansministeriet 1959. Senare, under Brezjnev-eran, blev han chef för statliga planeringsorganet Gosplan, och han blev finansminister i Nikolaj Ryzjkovs andra regering. Han gick vidare till att efterträda Ryzjkov som regeringschef med den nyinrättade titeln Sovjetunionens premiärminister, och blev de facto ordförande för det likaledes nyinrättade Ministerkabinettet.
Som premiärminister tog han initiativet till 1991 års sovjetiska monetära reform, även kallad Pavlovreformen. I augusti deltog han i statskuppsförsöket mot Gorbatjov som hade till syfte att förhindra Sovjetunionens upplösning. Pavlov arresterades för sin inblandning och bytte sedan karriär till bankvärlden i det postsovjetiska Ryssland.